# Renfe série 281

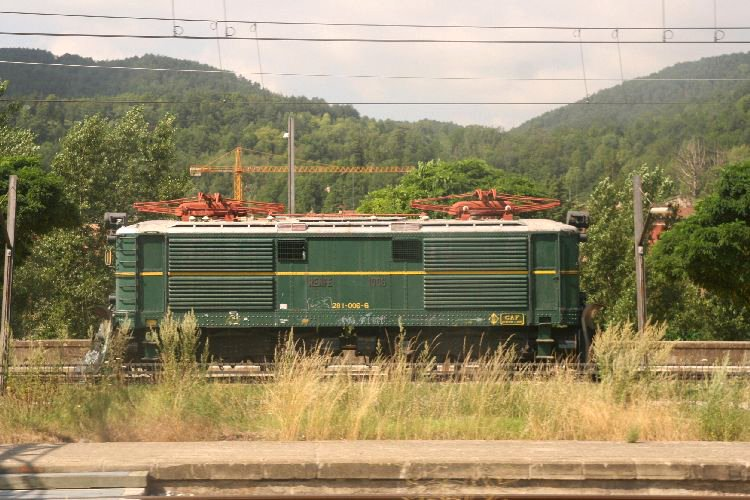
La locomotive 281-006-6 avant d'arriver à Ribes de Freser.

La série 281 de la Renfe (originellement dénommée série 1000) est une série de 7 locomotives électriques de type BB Midi, mises en service à partir de 1929.
Ces locomotives, dérivées de la série E 4000 de la compagnie du Midi (future BB 1500 de la SNCF) ont été acquises par l'État à l'occasion de l'électrification en 1500 V de la ligne Ripoll - Puigcerdà, la première ligne électrifiée d'Espagne. Elles ont été construites par Construcciones y auxiliar de ferrocarriles (CAF) en Espagne pour la partie mécanique et par Constructions électriques de France (CEF) à Tarbes pour la partie électrique.
Elles ont servi au trafic voyageurs et marchandises sur la ligne reliant Ripoll à Puigcerdà où elles ont cohabité quelques années avec les locomotives à vapeur 242 0205 à 0221 . Elles ont aussi assuré la traction de trains de voyageurs et marchandises sur l'embranchement de Sant Joan de les Abadesses, permettant la desserte des mines de charbon d'Ogassa. Elles ont enfin participé aux trains spéciaux de pèlerins de Vic à Lourdes.
Le 7 octobre 1957, la Renfe a entrepris la modification des 7 locomotives pour relever la tension de la ligne de 1500 à 3 000 V. Elles ont subi à l'occasion d'autres transformations, comme la suppression de la commande multiple ou la substitution des pantographes d'origine par des WM 600. Ces travaux ont été confiés à la MEISA par arrêté ministériel du 16 novembre 1958. Les transformations ont été réalisées avec la collaboration de la MACOSA de Valence et des Ateliers de Sécheron (Suisse). La première locomotive modifiée a été la 1004, en 1964 et le changement de tension de la ligne a abouti le 12 octobre 1965.
En 1971, la Renfe a changé le système de numérotation du matériel roulant et les sept locomotives de la série 1000 ont désormais constitué la série 281.
La première de la série à quitter le service a été la 1007, le 29 mai 1972, qui sera définitivement radiée le 26 mai 1974 et rebutée. Depuis 1982, les machines restantes ne sont plus utilisées pour le transport de passagers. Équipées d'une grande lame à l'avant et à l'arrière, elles vont être utilisées comme chasse-neige. Les dernière en service ont été les 1002, 1003 et 1005, utilisées jusqu'en 1987. 
La 281-004 est préservée au musée du chemin de fer de Madrid Delicias, alors que la 281-006 est exposée face à la gare de Ripoll. 